# P300
La P300 est un potentiel évoqué mesuré en électroencéphalographie. P signifie que c'est une onde d'amplitude positive, et 300, qu'elle apparait 300 ms après le début d'une stimulation. La P300, aussi appelée P3, n'est pas un potentiel cérébral spécifique, elle représente un ensemble d'activités d'aires cérébrales variées et largement distribuées.

## Histoire de la P300

Sur cet enregistrement électroencéphalographique, la réaction à un stimulus inattendu (vert) est caractéristique de l'onde P300 (bien qu'elle soit légèrement tardive), en comparaison avec la réponse à un stimulus fréquent (rouge), l'amplitude indique nettement l'effet de surprise sur le sujet

Ce sont les chercheurs Chapman et Bragdon qui furent les premiers à mettre le doigt sur la P300. En 1964, au cours d'une étude  sur les potentiels évoqués, ils remarquent une variation de l'activité cérébrale environ 300 ms après la présentation de stimuli avec lesquels les sujets n'étaient pas familiers.
La piste qu'ils viennent d'ouvrir est exploitée dès 1965 par Desmedt  en Belgique, et par le laboratoire de Sutton  aux États-Unis. L'équipe de Sutton met en évidence l'onde P300 à partir d'un protocole où les sujets entendent un signal qui va annoncer si le type de stimulation qui suit sera un son ou un flash. À certains moments, les stimulations vont être inversées, de telle sorte qu'un flash apparaisse au lieu d'un son et vice versa. En observant le tracé de l'activité cérébrale, les chercheurs remarquent une élévation de l'amplitude aux alentours des 300 ms qui suivent l'apparition des stimuli inattendus, il s'agit de la P300. C'est le début du travail de recherche sur les différents paradigmes permettant de faire surgir cette onde.

## Sous-types
On distingue fréquemment deux sous-types de P3 : la P3a, qui est provoquée par un nouveau stimulus, elle est associée à un effet de surprise; et la P3b, que l'on observe lorsque le sujet se trouve face à un stimulus imprévisible qui demande une réponse (donc en lien avec la mémoire, l'évaluation d'un stimulus et la prise de décision), exemple: le sujet doit appuyer sur un bouton (prise de décision) lorsqu'il voit un item particulier (retenu en mémoire) présenté parmi d'autres (chaque item doit donc être évalué).

## Le paradigme oddball
La procédure à partir de laquelle l'onde P300 est le plus souvent étudiée est le paradigme oddball. On présente au sujet au moins 2 stimuli différents, l'un est l'item non-cible (qui apparait fréquemment), l'autre constitue l'item cible (son apparition est plus rare et demande une réaction de la part du sujet), mais il peut également y avoir un item distracteur (qui est peu fréquent et qui interfère avec l'item cible). Le fait que l'item cible soit rare et qu'il implique une réponse nous informe sur la P3b, et le caractère nouveau procuré par la rareté de l'item distracteur nous renseigne sur la P3a. Ce paradigme s'applique sur diverses modalités sensorielles (vue et Ouïe principalement).
Il existe d'autres paradigmes permettant d'enregistrer la P300, comme le paradigme de von Restoff ou celui de Sternberg.

## Temps de latence
Il faut différencier le temps de latence (durée qui sépare la survenue du stimulus de l'apparition de la P300) et le temps de réaction, qui désigne l'intervalle entre le stimulus et la réponse motrice. Il n'y a pas de corrélation absolue entre ces 2 durées, car la latence de la P300 ne se rapporte pas aux processus d'exécution (mais de préparation) motrice. Comme le précise l'équipe de Donchin, la latence de la P3b correspond au temps qu'il faut pour évaluer le stimulus, le temps de latence de la P3 augmente avec la complexité du traitement de l'information (sélection et catégorisation du stimulus, préparation de la réponse motrice...).
La P3a survient entre 220 et 280 ms après le stimulus avec une distribution fronto-temporale tandis que la P3b apparait entre 310 et 380 ms avec une distribution centro-pariétale.
Certaines études suggèrent que cette latence varie en fonction de l'âge: alors qu'elle diminue jusqu'à 20 ans, elle s'accroit ensuite avec la maturité. Une étude de Polich et Burns sur des jumeaux monozygotes laisse penser que le temps de latence serait en partie influencé par notre patrimoine génétique.
La P300 permet d'évaluer les processus cognitifs. Chez les patients présentant des troubles cognitifs légers ou la maladie d'Alzheimer, la latence de la P300 était plus élevée que chez les sujets sains. Lors de l'administration de médicaments à effets pro-cognitifs : mémantine ou donépézil, dans certains cas, une réduction de la latence de la P300 est visible. Dans certains cas, une onde bipolaire P300 a été enregistrée.

## Amplitude
L'amplitude d'une onde manifeste l'importance de l'activité cérébrale. En ce qui concerne la P3a, l'amplitude dépend de la nouveauté du stimulus (l'amplitude est décroissante car le sujet s'habitue rapidement). Pour la P3b, elle varie en fonction de la complexité perceptive et cognitive de la tâche (l'onde est plus ample lorsque le stimulus est difficile à percevoir et que la réponse demande un effort cognitif), mais varie également selon l'état de vigilance, la motivation du sujet et la probabilité avec laquelle le stimulus apparait (l'amplitude est plus importante pour des stimuli improbables). Johnson montre que l'amplitude de la P3b augmente avec la quantité d'informations transmises par le stimulus. L'amplitude de l'onde P3b s'agrandit lorsque l'item cible suit plusieurs items non-cibles (c'est la probabilité "locale"), mais aussi lorsque la cible est émotionnellement connotée par le sujet (c'est la valence émotionnelle d'un stimulus).
De façon générale, des facteurs tels que l'intensité des propriétés physiques du stimulus (volume sonore, intensité lumineuse...) ou la minceur du crâne, élargissent l'amplitude de la P300.

## Perspectives
L'analyse de la P300 s'inscrit surtout dans le cadre de la recherche en neuropsychologie qui tente de vérifier les différentes interprétations de cette onde. L'objectif le plus partagé par les laboratoires de recherche consiste à dégager des lois entre un profil psychologique (sujet standard, trouble anxieux, dépression, patient psychotique...) ou/et l'état physiologique (fatigue, prise de tel ou tel médicament...), avec les caractéristiques de la P300 (type de fréquence, amplitude, rythme alpha, bêta, gamma...). In fine, la P300 pourrait devenir un outil diagnostic basé sur des informations plus fiables que le seul comportement observable (une étude sur les potentiels évoqués menée en 2009  montre que le diagnostic est incorrect pour 38 % des patients ayant locked-in syndrome, étiquetés à tort dans un état végétatif. En effet, il s'agirait pour la majeure partie d'un locked-in syndrome total où le patient reste tout à fait conscient mais ne peut plus faire de mouvements, y compris ceux des paupières, seules persistent les saccades oculaires).
Pour ces raisons qui concernent à la fois la psychologie médicale et la déontologie que l'on doit au patient, des recherches pilotes  réalisent un paradigme oddball qui insiste sur la valence émotionnelle en étudiant l'onde P300 déclenchée par 2 items simultanés (on parle de stimuli bimodaux, c'est la présence des 2 stimuli en même temps qui implique une réponse de la part du sujet). Le traitement d'informations émotionnelles (comme la voix d'un enfant, la photo d'un berger allemand...) permet de rendre l'examen plus naturel que si les informations avaient été purement cognitives (Comme des « bip », des clignotements lumineux...).
D'autre part, les stimuli bimodaux mettent en lumière les déficiences concernant l'assemblage et la combinaison des informations que le sujet doit traiter, ce qui rend le diagnostic différentiel plus sensible (capacité que possèdent des items à discriminer des sujets).
En 2012, des chercheurs de l'université d'Oxford ont montré que l'on pouvait déceler des informations concrètes et personnelles à une personne en la soumettant à un électro-encéphalogramme en même temps qu'à des questions et en faisant défiler des images : l'activité cérébrale spécifique aux cas de reconnaissances d'informations personnelles, en particulier l'apparition d'ondes P300, permet de repérer ces dernières, avec un taux de réussite compris entre 15 % et 40 % au-dessus d'une méthode aléatoire.

### Recul sur son utilisation
Si la P300 rend possible la différenciation de certaines étapes du traitement de l'information, ce traitement ne peut en aucun cas être réduit à cette onde. D'abord il existe d'autres ondes (N100, N200, N400...) qui permettent d'inférer l'existence d'étapes de traitement différentes, ensuite, la P300 est un phénomène électrophysiologique dont la signification reste discutée.
Par ailleurs, le lien entre la P300 et la nouveauté d'un stimulus n'est pas entièrement expliqué. L'onde P300 est à l'effet de surprise ce que l'absence de réponse comportementale est à l'état végétatif, le critère est nécessaire mais pas suffisant pour poser un diagnostic, car si la nouveauté d'un stimulus cause une onde P300, l'apparition d'une P300 n'est pas forcément l'effet de la nouveauté.